# Magnus Martin af Pontin
Magnus Martin af Pontin (Askeryd, 20 de janeiro de 1781 — Estocolmo, 30 de janeiro de 1858) foi um médico e químico sueco, colaborador de Jöns Jacob Berzelius, de quem publicou uma biografia. 